# Cyrtandra uniflora
Cyrtandra uniflora är en tvåhjärtbladig växtart som beskrevs av Brian Laurence Burtt. Cyrtandra uniflora ingår i släktet Cyrtandra och familjen Gesneriaceae. Inga underarter finns listade i Catalogue of Life.